# Lista de instituições de ensino de Erechim
Esta é uma lista de instituições de ensino de Erechim, município do estado do Rio Grande do Sul, na Região Sul do Brasil, cidade polo da região do Alto Uruguai gaúcho e a segunda cidade mais populosa do norte do estado, com estimativa de 105.862 habitantes (IBGE/2019).
Erechim possui 27 escolas de educação infantil, ou seja, atendendo turmas de creche e pré-escola, sendo que nove delas são de competência municipal, e o restante são de competência privada. Entre estas, a escola que possui mais funcionários e mais estudantes matriculados é a Escola Municipal de Educação Infantil Ruther Alberto Von Muhlen, bairro Três Vendas, que atende a 78 funcionários e 622 estudantes, de acordo com o último Censo Escolar, realizado em 2018.
Em relação a escolas que englobam a educação básica, ou seja, que possuem pelo menos uma turma de ensino fundamental, 34 escolas são encontradas em Erechim, sendo oito municipais, quatro privadas e 22 estaduais. A Escola Estadual de Ensino Médio Prof. João Germano Imlau, bairro Centro, é a que possui o maior número de estudantes, com 1 284, enquanto a Escola Municipal de Ensino Fundamental Luiz Badalotti, bairro Atlântico, é a instituição de ensino que possui o maior número de funcionários, com 130. A Escola Estadual de Ensino Fundamental Antônio Burin, localizada na zona rural da cidade, é a que possui o menor número de funcionários, bem como de estudantes, motivo pelo qual a cessação de suas atividades é discutida.
No que tange ao ensino superior, Erechim possui dez instituições de ensino. A mais antiga destas é a Universidade Regional Integrada do Alto Uruguai e das Missões (URI), universidade comunitária que foi fundada em 1992 e abrange mais de vinte e cinco cursos. No município de Erechim, existem duas universidades e um instituto que são de âmbito do governo: a Universidade Federal da Fronteira Sul (UFFS), e o Instituto Federal de Educação, Ciência e Tecnologia do Rio Grande do Sul (IFRS), de competência do Governo Federal; e a Universidade Estadual do Rio Grande do Sul, controlada pelo Governo do Estado do Rio Grande do Sul. Além destas, existem outras seis instituições de ensino superior de caráter privado.
No ano de 2015, três escolas municipais de Erechim foram destaque no prêmio nacional "Desenvolvimento Educacional Inclusivo: a escola no enfrentamento das desigualdades sociais", no qual as escolas Dom João Aloísio Hoffmann, Luiz Badalotti e Paiol Grande foram condecoradas como três das dez melhores escolas do Brasil neste quesito. Segundo o 7º Fórum Extraordinário da Undime, realizado em 2016 pelo Ministério da Educação (MEC), em Fortaleza, a cidade de Erechim possuía a melhor educação inclusiva do país.

## Lista

### Educação infantil

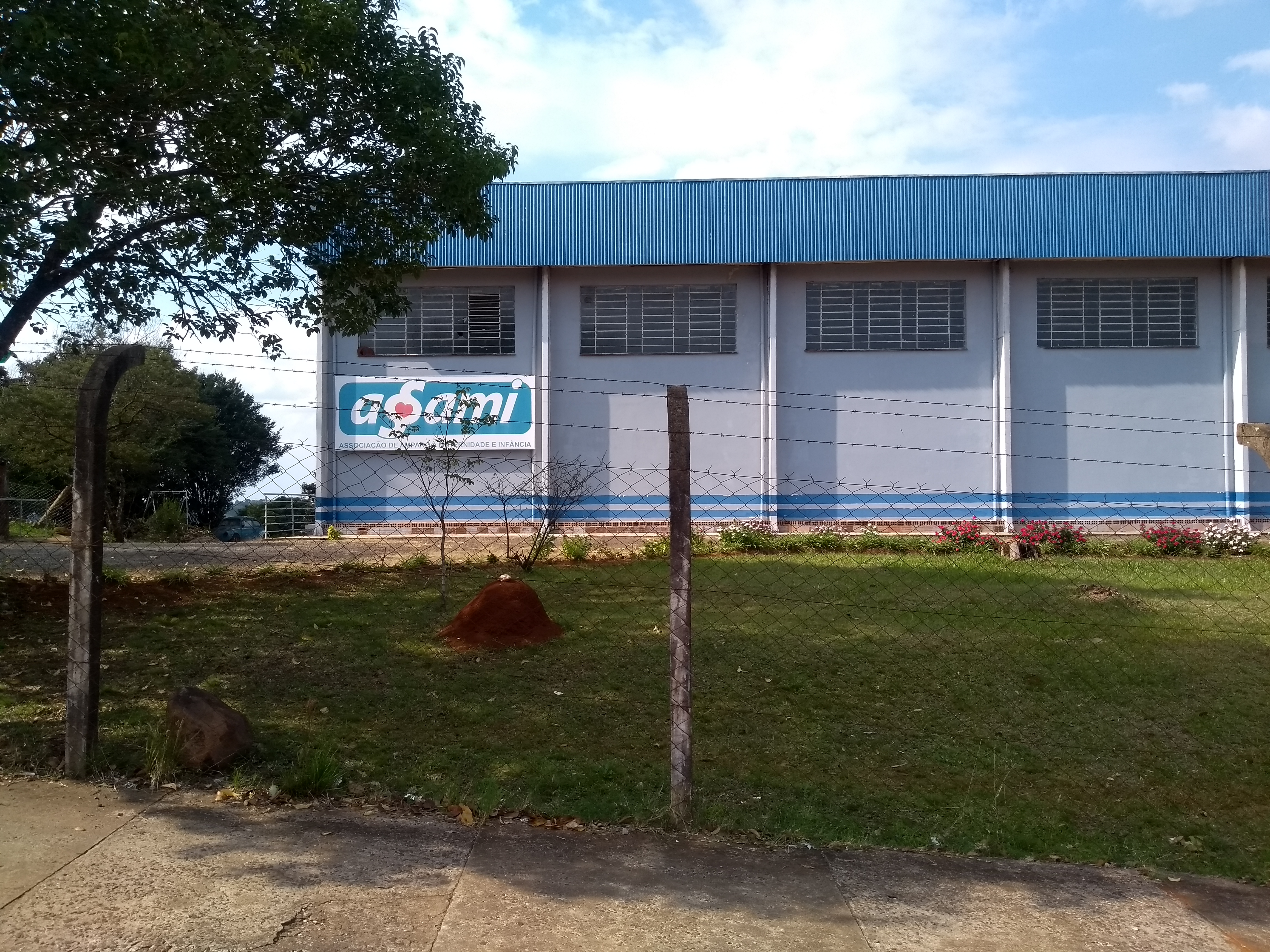
Escola de Educação Infantil Assami

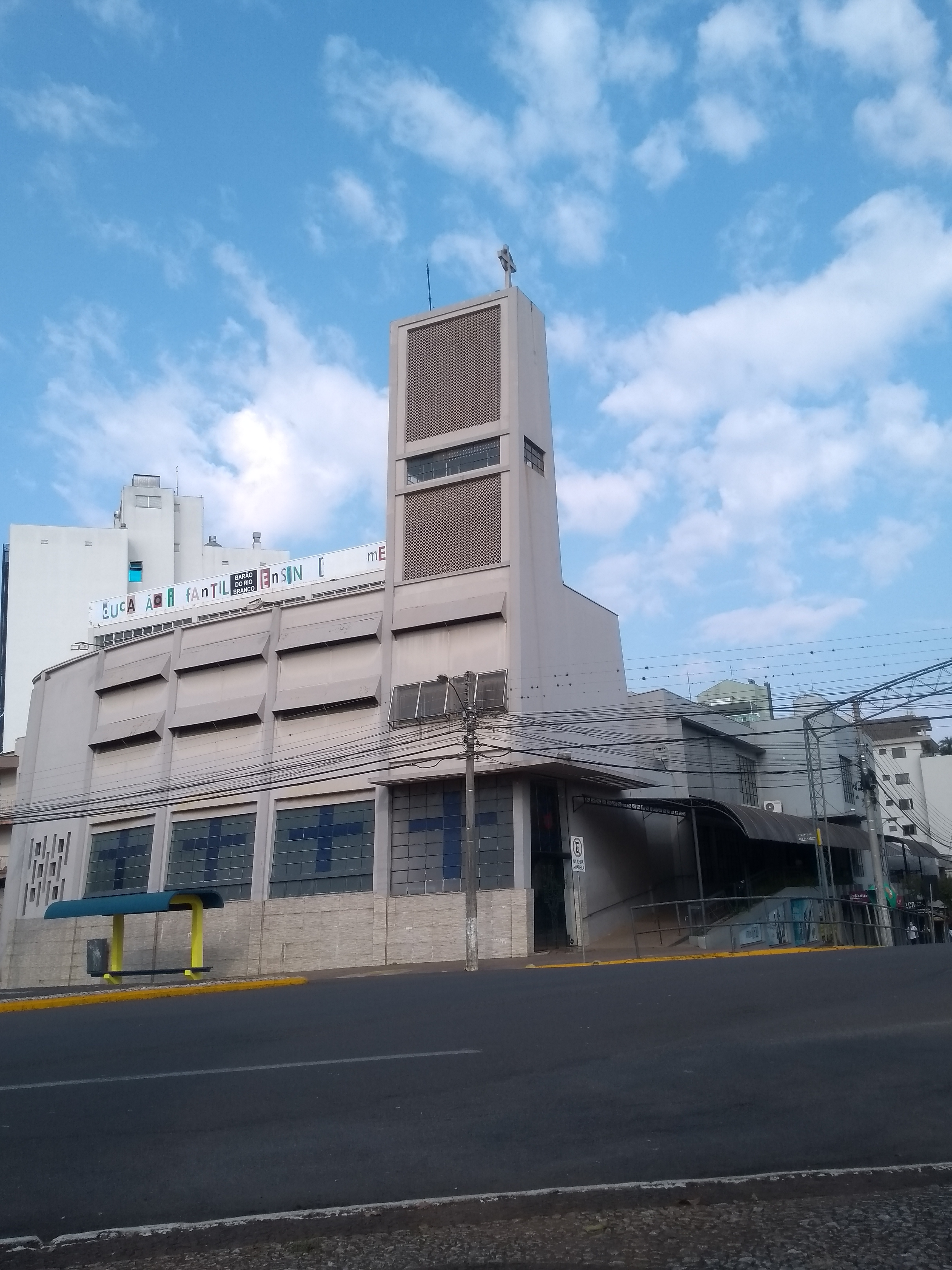
Instituto Barão do Rio Branco (extinto), também possuía turmas de educação infantil

Esta é a lista de escolas de Erechim que possuem turmas de educação infantil, ou seja, alunos de creche ou pré escola. Os dados de funcionários e estudantes estão de acordo com o Censo Escolar do ano de 2018. Naquela ocasião, ainda não havia sido concluída a construção da Escola Municipal de Educação Infantil Copas Verdes, localizada no bairro homônimo, que foi inaugurada em 6 de março de 2020, tendo capacidade para receber 123 crianças.
| Legenda | Legenda    |
| ------- | ---------- |
| CR      | Creche     |
| PE      | Pré escola |

| Nome                      | Séries | Séries | Bairro          | Competência | Funcionários | Estudantes | Site | Ref    |
| Nome                      | CR     | PE     | Bairro          | Competência | Funcionários | Estudantes | Site | Ref    |
| ------------------------- | ------ | ------ | --------------- | ----------- | ------------ | ---------- | ---- | ------ |
| Assami                    | Sim    | Sim    | Bela Vista      | Privada     | 48           | 281        |      | [ 12 ] |
| Bem Me Quer               | Sim    | Sim    | Centro          | Privada     | 12           | 51         |      | [ 13 ] |
| Bons Sonhos               | Sim    | Não    | Santa Catarina  | Privada     | 12           | 47         |      | [ 14 ] |
| Bortolo Balvedi           | Sim    | Sim    | São Caetano     | Municipal   | 20           | 134        |      | [ 15 ] |
| Cataventos                | Sim    | Não    | Atlântico       | Privada     | 18           | 31         |      | [ 16 ] |
| Dom João Aloísio Hoffmann | Sim    | Sim    | Progresso       | Municipal   | 29           | 236        |      | [ 17 ] |
| Estevam Carraro           | Sim    | Sim    | Estevam Carraro | Municipal   | 30           | 125        |      | [ 18 ] |
| Favo de Mel               | Sim    | Sim    | Centro          | Privada     | 14           | 77         |      | [ 19 ] |
| Irmã Consolata            | Sim    | Sim    | Koller          | Municipal   | 34           | 351        |      | [ 20 ] |
| Little Prince             | Sim    | Sim    | Três Vendas     | Privada     | 15           | 56         |      | [ 21 ] |
| Lucas Vezzaro             | Sim    | Sim    | Linho           | Municipal   | 41           | 134        |      | [ 22 ] |
| Mãezinha do Céu           | Sim    | Não    | Progresso       | Privada     | 15           | 80         |      | [ 23 ] |
| Maria Fumaça              | Sim    | Sim    | Centro          | Privada     | 19           | 88         | site | [ 24 ] |
| Maria Fumaça II           | Sim    | Não    | Centro          | Privada     | 19           | 69         | site | [ 25 ] |
| Mundo Encantado           | Sim    | Sim    | Centro          | Privada     | 9            | 50         |      | [ 26 ] |
| Pedacinho do Céu          | Sim    | Sim    | Centro          | Privada     | 15           | 67         |      | [ 27 ] |
| Pingo de Gente            | Sim    | Sim    | Centro          | Privada     | 14           | 90         |      | [ 28 ] |
| Pingo de Gente II         | Sim    | Sim    | Centro          | Privada     | 14           | 83         |      | [ 29 ] |
| Primeiros Passos          | Sim    | Não    | Bela Vista      | Privada     | 10           | 25         |      | [ 30 ] |
| Ruther Alberto Von Muhlen | Sim    | Sim    | Três Vendas     | Municipal   | 78           | 622        |      | [ 2 ]  |
| São Cristóvão             | Sim    | Sim    | São Cristóvão   | Municipal   | 61           | 364        |      | [ 31 ] |
| Sossego da Mamãe          | Sim    | Sim    | Centro          | Privada     | 17           | 97         | site | [ 32 ] |
| Sossego da Mamãe II       | Sim    | Não    | Centro          | Privada     | 18           | 66         | site | [ 33 ] |
| Toquinho de Gente         | Sim    | Sim    | Centro          | Privada     | 26           | 161        |      | [ 34 ] |
| Tutti Bambini             | Sim    | Sim    | Centro          | Privada     | 23           | 102        | site | [ 35 ] |
| Vera Beatriz Sass         | Sim    | Não    | Paiol Grande    | Municipal   | 37           | 104        |      | [ 36 ] |

### Ensino fundamental e ensino médio

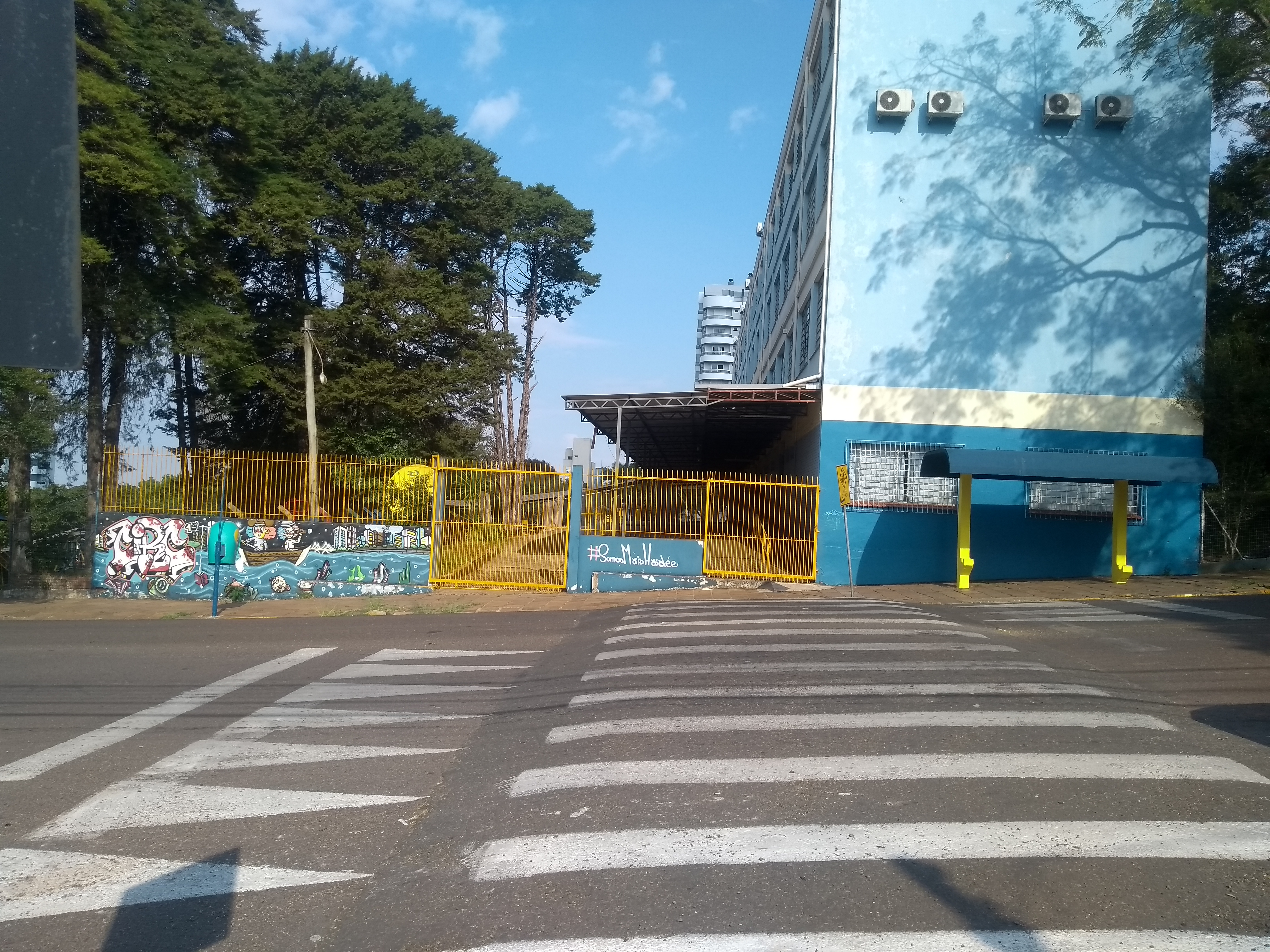
Colégio Haidée

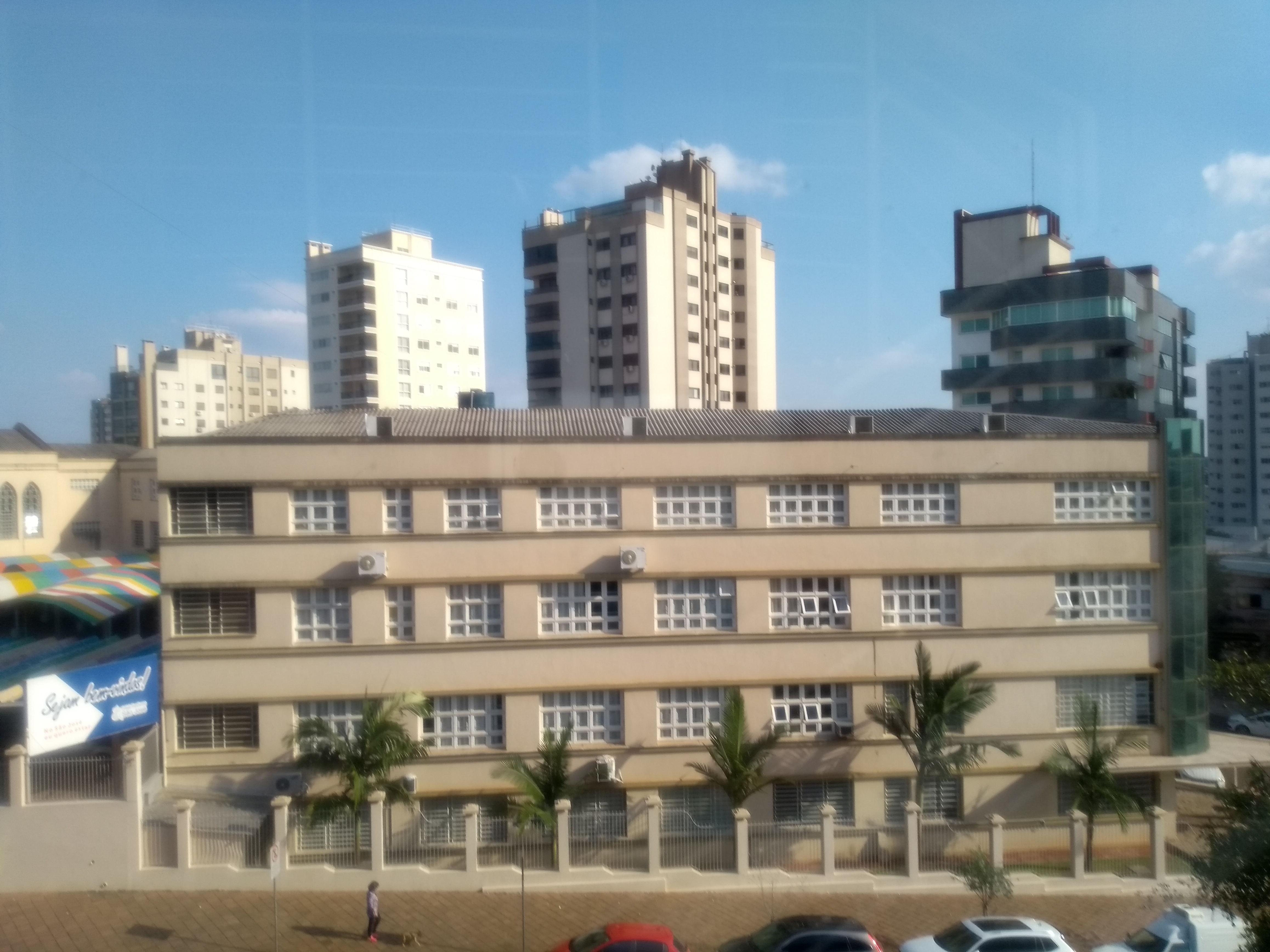
Colégio São José

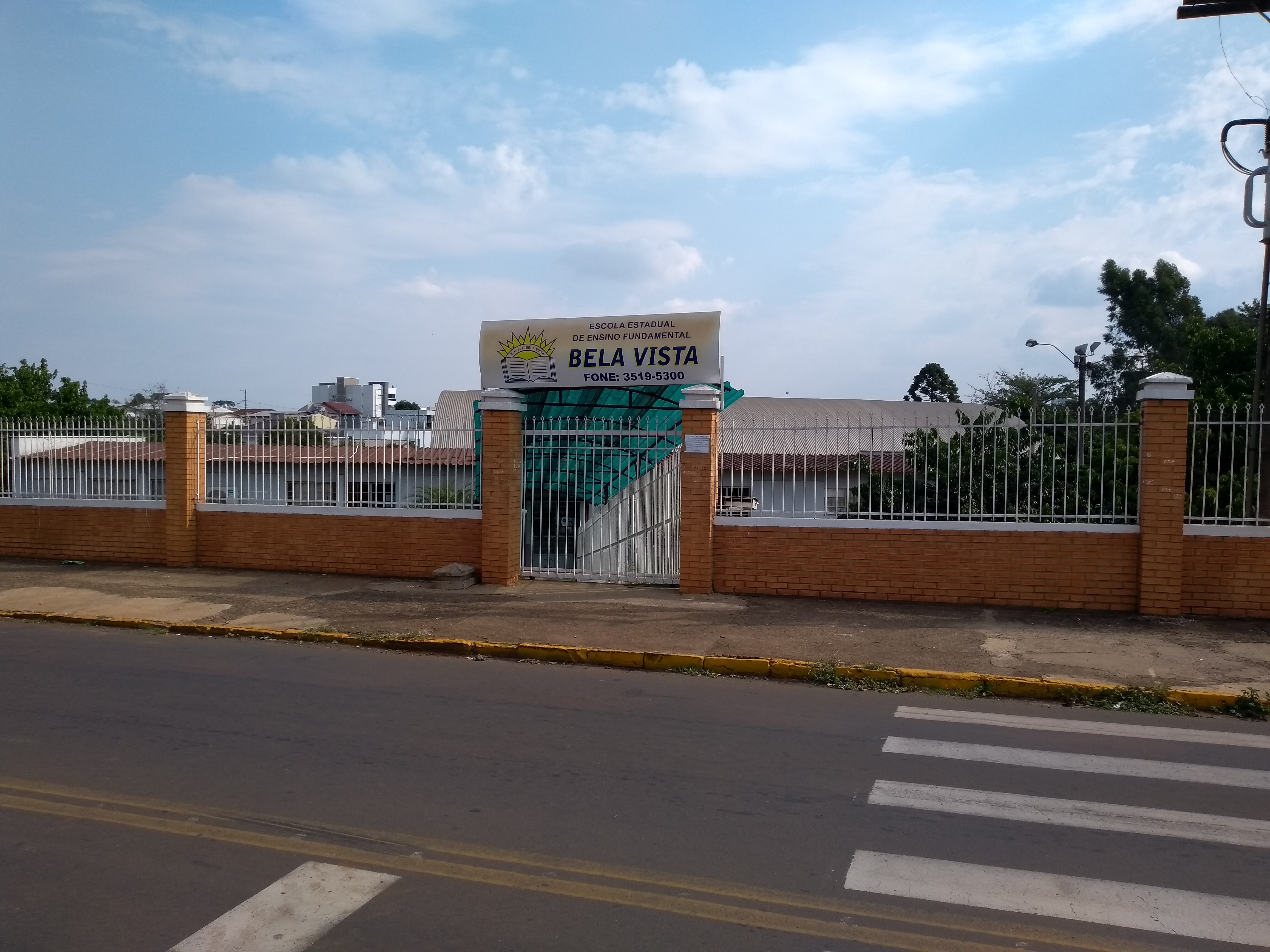
Escola Bela Vista

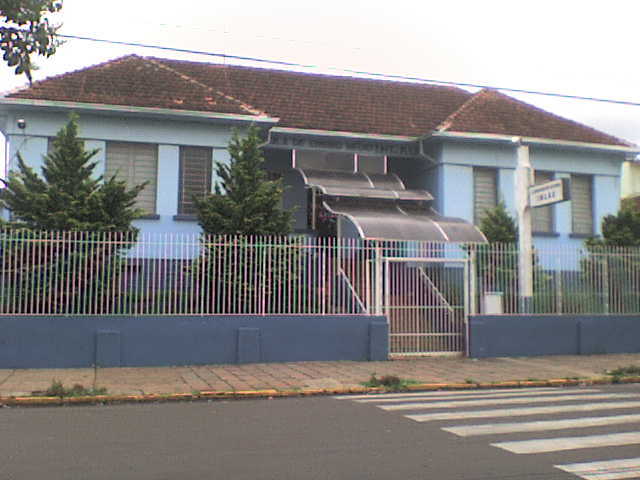
Escola Prof. João Germano Imlau

Esta é a lista de escolas de Erechim que possuem, ao menos, turmas de ensino fundamental. Estas instituições de ensino, por sua vez, podem abrangir os níveis creche, pré escola, séries iniciais do ensino fundamental (1º ao 5º ano), séries finais do ensino fundamental (6º ao 9º ano), ensino médio e EJA.
Os dados de funcionários e estudantes estão de acordo com o Censo Escolar do ano de 2018. Naquela ocasião, o Instituto Anglicano Barão do Rio Branco, uma escola privada localizada no bairro Centro, também se incluía como uma das instituições de ensino da cidade, contemplando a 184 funcionários e 379 estudantes entre a creche e o ensino médio. Entretanto, a rede de ensino Legião da Cruz, que era responsável pelo instituto, comunicou o encerramento das atividades no início do ano de 2020, após 90 anos em atividade.
Além destas escolas, Erechim possui a Escola de Educação Especial Branca de Neve, a qual atende apenas estudantes de educação especial. Mantida pela Associação de Pais e Amigos (APAE), ela se localiza no bairro Boa Vista e possui 34 funcionários e 64 alunos.
| Legenda | Legenda                                       |
| ------- | --------------------------------------------- |
| CR      | Creche                                        |
| PE      | Pré escola                                    |
| SI      | Séries iniciais do Ensino Fundamental (1º-5º) |
| SF      | Séries finais do Ensino Fundamental (6º-9º)   |
| EM      | Ensino Médio                                  |
| EJA     | Educação de Jovens e Adultos                  |

| Nome                              | Séries | Séries | Séries | Séries | Séries | Séries | Bairro            | Competência | Funcionários | Estudantes | Site | Ref    |
| Nome                              | CR     | PE     | SI     | SF     | EM     | EJA    | Bairro            | Competência | Funcionários | Estudantes | Site | Ref    |
| --------------------------------- | ------ | ------ | ------ | ------ | ------ | ------ | ----------------- | ----------- | ------------ | ---------- | ---- | ------ |
| Adventista                        | Sim    | Sim    | Sim    | Sim    | Não    | Não    | Centro            | Privada     | 24           | 191        | site | [ 40 ] |
| Ângelo Emílio Grando              | Não    | Não    | Não    | Não    | Sim    | Não    | Agrícola          | Estadual    | 47           | 220        |      | [ 41 ] |
| Antônio Burin                     | Não    | Não    | Sim    | Sim    | Não    | Não    | Povoado Coan      | Estadual    | 8            | 19         |      | [ 5 ]  |
| Bela Vista                        | Não    | Não    | Sim    | Sim    | Não    | Não    | Bela Vista        | Estadual    | 41           | 241        |      | [ 42 ] |
| Caras Pintadas                    | Sim    | Sim    | Sim    | Sim    | Não    | Não    | Florestinha       | Municipal   | 110          | 668        |      | [ 43 ] |
| Carlos Leopoldo Reichmann         | Não    | Não    | Sim    | Não    | Não    | Não    | Santa Catarina    | Estadual    | 14           | 105        |      | [ 44 ] |
| CEJA                              | Não    | Não    | Não    | Não    | Não    | Sim    | Centro            | Municipal   | 17           | 303        |      | [ 45 ] |
| Cristo Rei                        | Sim    | Sim    | Sim    | Sim    | Não    | Não    | Cristo Rei        | Municipal   | 91           | 433        |      | [ 46 ] |
| Dom Pedro II                      | Não    | Sim    | Sim    | Sim    | Não    | Não    | Progresso         | Municipal   | 77           | 627        |      | [ 47 ] |
| Dr. João Caruso                   | Não    | Não    | Sim    | Sim    | Sim    | Não    | Três Vendas       | Estadual    | 57           | 765        |      | [ 48 ] |
| Dr. José Vicente da Maia          | Não    | Não    | Sim    | Não    | Não    | Não    | Centro            | Estadual    | 14           | 169        |      | [ 49 ] |
| Dr. Sidney Guerra                 | Não    | Não    | Sim    | Sim    | Sim    | Não    | Koller            | Estadual    | 58           | 415        |      | [ 50 ] |
| Érico Veríssimo                   | Não    | Não    | Sim    | Sim    | Sim    | Sim    | Centro            | Estadual    | 53           | 508        |      | [ 51 ] |
| Haidée Tedesco Reali              | Não    | Não    | Sim    | Sim    | Sim    | Não    | Centro            | Estadual    | 93           | 931        |      | [ 52 ] |
| Irany Jaime Farina                | Não    | Não    | Sim    | Sim    | Sim    | Sim    | Petit Vilage      | Estadual    | 50           | 389        |      | [ 53 ] |
| Jaguaretê                         | Não    | Sim    | Sim    | Sim    | Não    | Não    | Jaguaretê         | Municipal   | 24           | 98         |      | [ 54 ] |
| Joaquim Pedro Salgado Filho       | Não    | Não    | Sim    | Sim    | Não    | Não    | Aeroporto         | Estadual    | 20           | 140        |      | [ 55 ] |
| José Bonifácio                    | Não    | Não    | Sim    | Sim    | Sim    | Não    | Centro            | Estadual    | 101          | 1 113      |      | [ 56 ] |
| Lourdes Galeazzi                  | Não    | Não    | Sim    | Sim    | Não    | Não    | Centro            | Estadual    | 29           | 178        |      | [ 57 ] |
| Luiz Badalotti                    | Sim    | Sim    | Sim    | Sim    | Não    | Não    | Atlântico         | Municipal   | 130          | 1 140      |      | [ 4 ]  |
| Marista Medianeira                | Sim    | Sim    | Sim    | Sim    | Sim    | Não    | Centro            | Privada     | 77           | 702        | site | [ 58 ] |
| Othelo Rosa                       | Sim    | Sim    | Sim    | Sim    | Não    | Não    | Presidente Vargas | Municipal   | 116          | 582        |      | [ 59 ] |
| Paiol Grande                      | Não    | Sim    | Sim    | Sim    | Não    | Não    | Paiol Grande      | Municipal   | 81           | 436        |      | [ 60 ] |
| Prof. João Germano Imlau          | Não    | Não    | Sim    | Sim    | Sim    | Sim    | Centro            | Estadual    | 82           | 1 284      |      | [ 3 ]  |
| Prof. Mantovani                   | Não    | Não    | Sim    | Sim    | Sim    | Não    | Centro            | Estadual    | 90           | 1 267      | site | [ 61 ] |
| Prof.ª Helvetica Rotta Magnabosco | Não    | Não    | Sim    | Sim    | Sim    | Não    | Industrial        | Estadual    | 35           | 387        |      | [ 62 ] |
| Roque Gonzales                    | Não    | Sim    | Sim    | Sim    | Não    | Não    | Capo Erê          | Estadual    | 20           | 104        |      | [ 63 ] |
| Santo Agostinho                   | Não    | Não    | Sim    | Sim    | Não    | Sim    | Centro            | Estadual    | 45           | 500        |      | [ 64 ] |
| São João Batista de La Salle      | Não    | Não    | Sim    | Sim    | Não    | Não    | Centro            | Estadual    | 25           | 161        |      | [ 65 ] |
| São José                          | Sim    | Sim    | Sim    | Sim    | Sim    | Não    | Centro            | Privada     | 122          | 842        | site | [ 66 ] |
| São Vicente de Paula              | Não    | Não    | Sim    | Sim    | Não    | Não    | Florestinha       | Estadual    | 23           | 139        |      | [ 67 ] |
| Sete de Setembro                  | Não    | Não    | Sim    | Sim    | Não    | Não    | Linho             | Estadual    | 19           | 143        |      | [ 68 ] |
| URI Erechim                       | Não    | Sim    | Sim    | Sim    | Sim    | Não    | Centro            | Privada     | 92           | 776        | site | [ 69 ] |
| Victor Issler                     | Não    | Não    | Sim    | Sim    | Não    | Não    | Dal Molin         | Estadual    | 21           | 148        |      | [ 70 ] |

### Ensino superior

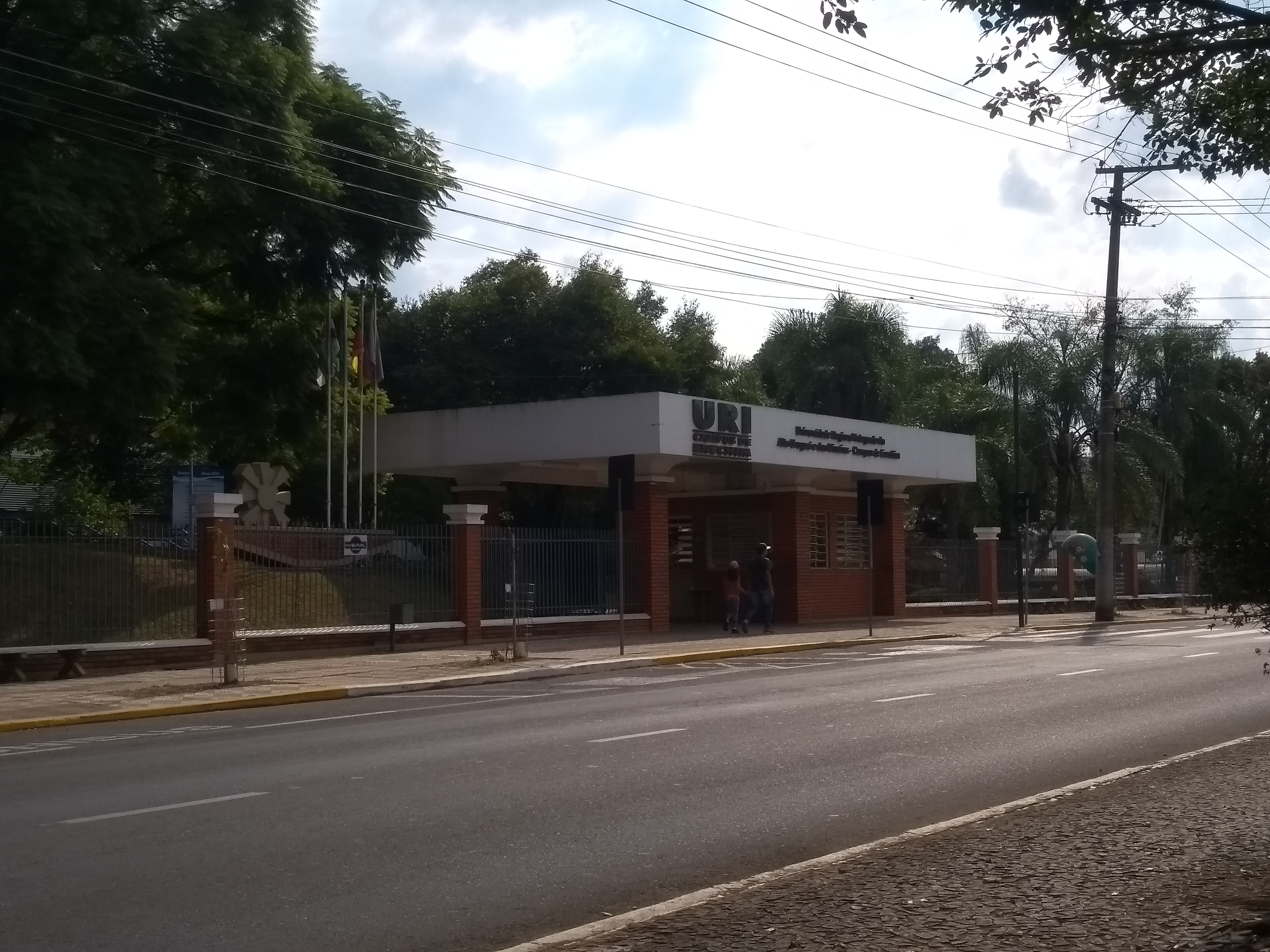
Universidade Regional Integrada (URI)

Esta lista engloba as instituições de ensino superior da cidade de Erechim, as quais apresentam ao menos um curso de graduação disponível. Como o Censo Escolar não abrange o ensino superior, não é possível traçar o número de funcionários e estudantes que cada instituição atende.
Além das dez instituições citadas abaixo, até o ano de 2020 a cidade de Erechim possuía a Faculdade Anglicana de Erechim (FAE), de competência privada e localizada no bairro Centro; entretanto, suas atividades foram encerradas em 31 de janeiro do referido ano, juntamente com o Instituto Anglicano Barão do Rio Branco.
Conforme o Conceito Preliminar de Curso (CPC) e o Índice Geral de Cursos Avaliados da Instituição (IGC), do Instituto Nacional de Estudos e Pesquisas Educacionais Anísio Teixeira (Inep), a Universidade Federal da Fronteira Sul é a melhor instituição universitária da região Alto Uruguai. Além disso, a UFFS foi considerada a quarta melhor universidade federal do estado do Rio Grande do Sul e a vigésima quarta do Brasil. No conceito médio da Graduação a UFFS é a terceira instituição mais bem conceituada do país.
| Nome                                                                            | Modelo               | Bairro             | Competência | Site | Ref    |                                              |                      |        |         |      |        |
| ------------------------------------------------------------------------------- | -------------------- | ------------------ | ----------- | ---- | ------ | -------------------------------------------- | -------------------- | ------ | ------- | ---- | ------ |
| Nome                                                                            | Modelo               | Bairro             | Competência | Site | Ref    | Centro Universitário de Maringá (UNICESUMAR) | Centro Universitário | Centro | Privada | site | [ 72 ] |
| Centro Universitário Leonardo Da Vinci (UNIASSELVI)                             | Centro Universitário | Centro             | Privada     | site | [ 73 ] |                                              |                      |        |         |      |        |
| Damásio Educacional                                                             | Faculdade            | Fátima             | Privada     | site | [ 74 ] |                                              |                      |        |         |      |        |
| Faculdade Educacional da Lapa (FAEL)                                            | Faculdade            | Fátima             | Privada     | site | [ 75 ] |                                              |                      |        |         |      |        |
| Instituto Federal de Educação, Ciência e Tecnologia do Rio Grande do Sul (IFRS) | Instituto Federal    | Três Vendas        | Federal     | site | [ 76 ] |                                              |                      |        |         |      |        |
| Universidade Anhanguera                                                         | Universidade         | Centro             | Privada     | site | [ 77 ] |                                              |                      |        |         |      |        |
| Universidade Estadual do Rio Grande do Sul (UERGS)                              | Universidade         | São Cristóvão      | Estadual    | site | [ 78 ] |                                              |                      |        |         |      |        |
| Universidade Federal da Fronteira Sul (UFFS)                                    | Universidade         | Zona Rural ERS 135 | Federal     | site | [ 79 ] |                                              |                      |        |         |      |        |
| Universidade do Norte do Paraná (UNOPAR)                                        | Universidade         | Centro             | Privada     | site | [ 80 ] |                                              |                      |        |         |      |        |
| Universidade Regional Integrada do Alto Uruguai e das Missões (URI)             | Universidade         | Centro             | Comunitária | site | [ 81 ] |                                              |                      |        |         |      |        |